# Graphidipus collaris
Graphidipus collaris là một loài bướm đêm trong họ Geometridae.